# کازوما سانو
کازوما سانو (انگلیسی: Kazuma Sano؛ زادهٔ ۲۸ آوریل ۱۹۸۹) بازیگر اهل ژاپن است.